# Бышево
Бышево (польск. Byszewy) — деревня в Польше, расположенная в Восточно-Лодзинском повяте, Лодзинского воеводства, примерно в 13 км от столицы региона Лодзи.
Первое упоминание о деревне датируется 1391 г. С 1803 г. деревня принадлежала семье Плихта.

## Усадьба
Находится в Бышево. Основное здание было сооружено Теодором Плихтой в XIX веке в неоклассическом стиле. Дом был построен по плану удлинённого четырёхугольника с крыльцом и с опорой на четыре колонны. Усадьба принадлежала потомкам Теодора Плихты до Второй мировой войны.
История усадьбы тесно связана с фигурой Ярослава Ивашкевича, который жил там в 1911—1913 годах, сначала в качестве наставника-репетитора братьев Щверчински (детей правнучки Теодора Плихты Хелены, в замужестве Щверчинска), а впоследствии до 1931 г. в качестве друга семьи.
Ярослав Ивашкевич неоднократно и с большой любовью упоминает в своих работах усадьбу в Бышево. Она стала местом, где проходит действие его наиболее известного романа «Барышни из Вилько»(1932 г.). В 1979 г. Анджей Вайда снял одоноимённый фильм, номинированный на премию Оскар как лучший фильм на иностранном языке.